# Championnats d'Asie juniors d'athlétisme 2014
Navigation
2012 2016
Les 16e Championnats d'Asie juniors d'athlétisme ont eu lieu du 12 au 15 juin 2014 à Taipei, sur l'île de Taïwan.

## Résultats

### Hommes
| Épreuve | Or                                                                                     | Or                | Argent                                                                                  | Argent         | Bronze | Bronze         |
| --- | -------------------------------------------------------------------------------------- | ----------------- | --------------------------------------------------------------------------------------- | -------------- | --- | -------------- |
| 100 m (Vent: +0,3 m/s) | Takuya Kawakami Japon                                                                  | 10 s 47           | Himasha Eashan Waththakankanamge Sri Lanka                                              | 10 s 49        | Mohammad Hossein Abareghi Iran                                                                             | 10 s 50        |
| 200 m (Vent: +1,0 m/s) | Mohammad Hossein Abareghi Iran                                                         | 20 s 69           | Liang Jinsheng Chine                                                                    | 20 s 96        | Katsumi Hiyoshi Japon                                                                                      | 21 s 05        |
| 400 m | Mohamed Nasir E Abbas Qatar                                                            | 47 s 31           | Mazen al-Yasen Arabie saoudite                                                          | 47 s 40        | Sina Rohanimoayed Iran                                                                                     | 47 s 50        |
| 800 m | Mohamed Elnour A Mohamed Qatar                                                         | 1 min 52 s 73     | Gao Dongxu Chine                                                                        | 1 min 53 s 25  | Mustafa al-Elayawi Irak                                                                                    | 1 min 53 s 31  |
| 1 500 m | Idriss Moussa Youssouf Qatar                                                           | 3 min 53 s 36     | Abubaker Haydar H Abdalla Qatar                                                         | 3 min 54 s 74  | Gao Dongxu Chine                                                                                           | 3 min 56 s 11  |
| 5 000 m | Musaab Adam M Ali Qatar                                                                | 14 min 34 s 07    | Makoto Mitsunobu Japon                                                                  | 14 min 38 s 99 | Sharwan Kharb Inde                                                                                         | 14 min 39 s 41 |
| 10 000 m | Hazuma Hattori Japon                                                                   | 31 min 10 s 60    | Sharwan Kharb Inde                                                                      | 31 min 52 s 37 | Yaser Salem Bagharab Yémen                                                                                 | 32 min 22 s 42 |
| 110 m haies (99,0 cm) (Vent: +0,5 m/s) | Taiō Kanai Japon                                                                       | 13 s 33 (CR)      | Masahiro Kagimoto Japon                                                                 | 13 s 51        | Mohammad Amin Barzi Ghamsari Iran                                                                          | 13 s 56        |
| 400 m haies | Yu Chia-Hsuan Taipei chinois                                                           | 50 s 49           | Wang Guozhong Chine                                                                     | 50 s 61        | Yusuke Sakanashi Japon                                                                                     | 50 s 76        |
| 3 000 m steeple | Musaab Adam M Ali Qatar                                                                | 9 min 2 s 80 (PB) | Takumi Murashima Japon                                                                  | 9 min 3 s 35   | Khalil Naseri Iran                                                                                         | 9 min 3 s 54   |
| 4 × 100 m | Japon Takuya Kawakami Masaharu Mori Katsumi Hiyoshi Rei Tokuyama                       | 39 s 49           | Thaïlande Teerasak Sunthanon Kacha Sawangyen Natthawut Chuchuai Pooriphat Kaijun        | 39 s 74        | Taipei chinois Cheng Po-Yu Li Hsiang Huang Shu-Wei Yang Chun-Han                                           | 39 s 91        |
| 4 × 400 m | Thaïlande Jaturong Chimruang Witthawat Thumcha Treenate Krittanukulwong Vitsanu Phosri | 3 min 8 s 89      | Iran Javad Shooryabi Mohammad Cheshmehzarkordestani Mohammad Sababkar Sina Rohanimoayed | 3 min 9 s 61   | Qatar Mohamed Nasir E Abbas Abubaker Haydar H Abdalla Khalid Mohammed Al-Shahrani Mohamed Elnour A Mohamed | 3 min 9 s 89   |
| 10 000 m marche | Fumitaka Oikawa Japon                                                                  | 44 min 08 s 2     | Lo Po-Ying Taipei chinois                                                               | 45 min 51 s 62 | Chang Wei-Lin Taipei chinois                                                                               | 46 min 14 s 69 |
| Saut en hauteur | Bai Jiaxu Chine                                                                        | 2,10 m            | Roman Loshkarev Kazakhstan                                                              | 2,08 m         | Aryan Zarekani Iran                                                                                        | 2,08 m         |
| Saut à la perche | Huang Bokai Chine                                                                      | 5,25 m            | Park Tae-won Corée du Sud                                                               | 4,90 m         | Jhang Rihhao Taipei chinois                                                                                | 4,90 m         |
| Saut en longueur | Lin Qing Chine                                                                         | 7,99 m (PB)       | Chan Ming Tai Hong Kong                                                                 | 7,70 m         | Shōtarō Shiroyama Japon                                                                                    | 7,70 m         |
| Triple saut | Fang Yaoqing Chine                                                                     | 16,32 m           | Supot Boonnun Thaïlande                                                                 | 15,59 m        | Timur Khusnulin Ouzbékistan                                                                                | 15,55 m        |
| Lancer du poids (6 kg) | Shahin Jafari Iran                                                                     | 18,64 m           | Shakti Solanki Inde                                                                     | 17,09 m        | Artyom Davletov Ouzbékistan                                                                                | 16,63 m        |
| Lancer du disque (1,750 kg) | Mustafa Dagher al-Saamah Irak                                                          | 59,35 m           | Yang Jingkai Chine                                                                      | 57,49 m        | Muhammad Irfan Shamshuddin Malaisie                                                                        | 56,07 m        |
| Lancer du marteau (6 kg) | Ashraf Amgad el-Seify Qatar                                                            | 79,71 m           | Ahmed Amgad Elseify Qatar                                                               | 68,90 m        | Abdurauf Musoev Tadjikistan                                                                                | 68,35 m        |
| Lancer du javelot | Hsu Shui-Chang Taipei chinois                                                          | 67,24 m           | Kim Woo-jung Corée du Sud                                                               | 66,15 m        | Piyasiri Intaprasong Thaïlande                                                                             | 66,08 m        |
| Décathlon (junior) | Wang Chen-Yuan Taipei chinois                                                          | 6 566 pts         | Lien Hung-Yu Taipei chinois                                                             | 5 920 pts      | Leung Xavier Anthony Hong Kong                                                                             | 5 687 pts      |
| Records et Performances - AR : Record continental (area record) - CR : Record des championnats (championship record) - MR : Record du meeting (meet record) - NR : Record national (national record) - OR : Record olympique (olympic record) - PR : Record paralympique (paralympic record) - PB : Record personnel (personal best) - SB : Meilleure performance personnelle de la saison (season's best) - WL : Meilleure performance mondiale de l'année (world leader) - WJR : Record du monde junior (world junior record) - WR : Record du monde (world record) Circonstances et Conditions - DNF : N'a pas terminé (did not finish) - DNS : N'a pas pris le départ (did not start) - DQ : Disqualification (disqualification) - NM : Aucun essai valable enregistré (No Mark) - Q : Qualifié « directement » au prochain tour (ou à la prochaine compétition), lors d'une compétition majeure, grâce au classement ou à la réalisation des minima (automatic qualifier) - q : Qualifié au prochain tour (ou à la prochaine compétition), lors d'une compétition majeure, grâce au repêchage ou à la réalisation de l'une des meilleures performances parmi celles des « non qualifiés directement » (grâce au meilleur temps ou à la meilleure distance par exemple) (secondary qualifier) |                                                                                        |                   |                                                                                         |                | |                |

### Femmes
| Épreuve | Or                                                         | Or                  | Argent                                                                             | Argent         | Bronze                                                               | Bronze         |
| --- | ---------------------------------------------------------- | ------------------- | ---------------------------------------------------------------------------------- | -------------- | -------------------------------------------------------------------- | -------------- |
| 100 m (Vent: +3,0 m/s) | Liang Xiaojing Chine                                       | 11 s 58 (w)         | Yuan Qiqi Chine                                                                    | 11 s 64        | Shanti Pereira Singapour                                             | 11 s 79        |
| 200 m (Vent: -0,3 m/s) | Dutee Chand Inde                                           | 23 s 74             | Shanti Pereira Singapour                                                           | 23 s 99        | Nigina Sharipova Ouzbékistan                                         | 24 s 24        |
| 400 m | Siti Nur Afiqah Abd Razak Malaisie                         | 53 s 93             | Liliya Manasipova Ouzbékistan                                                      | 54 s 11        | Ngoc Hoang Thi Viêt Nam                                              | 55 s 36        |
| 800 m | Ryoko Hirano Japon                                         | 2 min 06 s 75       | Jessy Joseph Inde                                                                  | 2 min 06 s 77  | Archana Adhav Inde                                                   | 2 min 09 s 11  |
| 1 500 m | O Song Mi Corée du Nord                                    | 4 min 28 s 38       | Yuki Nakamura Japon                                                                | 4 min 28 s 75  | Xu Shuangshuang Chine                                                | 4 min 28 s 78  |
| 3 000 m | Daria Maslova Kirghizistan                                 | 9 min 16 s 23       | Hanami Sekine Japon                                                                | 9 min 17 s 55  | Sanjivani Jadhav Inde                                                | 9 min 35 s 02  |
| 5 000 m | Maki Izumida JaponDaria Maslova Kirghizistan               | 16 min 18 s 35      | —                                                                                  | —              | Kim Ji Hyang Corée du Nord                                           | 16 min 28 s 13 |
| 100 m haies (Vent: -0,2 m/s) | Mako Fukube Japon                                          | 13 s 98             | Meghana Shetty Inde                                                                | 14 s 09        | Wong Min Jannah Singapour                                            | 14 s 14        |
| 400 m haies | Akiko Ito Japon                                            | 58 s 80             | Kawshalya Madushani Edirippulilage Sri Lanka                                       | 62 s 31        | Alvin Tehupeiory Indonésie                                           | 62 s 39        |
| 3 000 m steeple | Oanh Nguyen Thi Viêt Nam                                   | 10 min 27 s 29 (CR) | Ju Ok-Byol Corée du Nord                                                           | 10 min 45 s 41 | Jang Un-Hwa Corée du Nord                                            | 10 min 55 s 51 |
| 4 × 100 m | Chine Wang Rong Cui Yanan Liang Xiaojing Yuan Qiqi         | 45 s 34             | Thaïlande Sirilak Palapha Parichat Charoensuk Wanwisa Kongthong On-Uma Chattha     | 45 s 89        | Taipei chinois Chuang Hsin-Ju Lin Yi-Ting Wang Yu-Hsuan Hu Chia-Chen | 45 s 94        |
| 4 × 400 m | Inde Jisha V.V. Jessy Joseph Vijaya Kumari G.K Dutee Chand | 3 min 40 s 53       | Thaïlande Supanich Poolkerd Nawaporn Saekhow Chamaiphon Thongsuk Thanphimon Kaeodi | 3 min 42 s 27  | Taipei chinois Pan Pei-Yu Lin Yen-Tong Lu Yi-Hsuan Lin Yu-Chieh      | 3 min 43 s 00  |
| 10 000 m marche | Kaori Kawazoe Japon                                        | 50 min 38 s 05      | Diana Aidossova Kazakhstan                                                         | 51 min 39 s 77 | Dana Aidossova Kazakhstan                                            | 52 min 13 s 42 |
| Saut en hauteur | Wang Lin Chine                                             | 1,88 m              | Lee Ching-Ching Taipei chinois                                                     | 1,75 m         | Nadia Anggraini Indonésie                                            | 1,72 m         |
| Saut à la perche | Li Chaoqun Chine                                           | 4,05 m              | Yang Yang Chine                                                                    | 4,00 m         | Megumi Mizushima Japon                                               | 3,80 m         |
| Saut en longueur | Li Xiaohong Chine                                          | 6,27 m              | Wang Rong Chine                                                                    | 6,15 m         | Wen Wan-Ju Taipei chinois                                            | 5,89 m         |
| Triple saut | Wang Rong Chine                                            | 13,64 m             | Li Xiaohong Chine                                                                  | 13,62 m        | Vidusha Lakshani Heenatimullage Dona Sri Lanka                       | 12,87 m        |
| Lancer du poids | Xu Jiaqi Chine                                             | 16,50 m             | Wang Ningyue Chine                                                                 | 15,05 m        | Navjeet Kaur Dhillon Inde                                            | 14,99 m        |
| Lancer du disque | Xie Yuchen Chine                                           | 55,65 m             | Navjeet Kaur Dhillon Inde                                                          | 53,66 m        | Natsumi Fujimori Japon                                               | 46,16 m        |
| Lancer du marteau | Hsiu-Wen Hung Taipei chinois                               | 56,81 m             | Panwat Gimsrang Thaïlande                                                          | 54,66 m        | Diana Nussupbekova Kazakhstan                                        | 53,81 m        |
| Lancer du javelot | Shiori Touma Japon                                         | 55,75 m             | Kang Qiyan Chine                                                                   | 51,97 m        | Chang Chu Taipei chinois                                             | 50,45 m        |
| Heptathlon | Kotchakorn Khamrueangsri Thaïlande                         | 5 290 pts           | Swapna Barman Inde                                                                 | 4 962 pts      | Tsao Ya-Han Taipei chinois                                           | 4 806 pts      |
| Records et Performances - AR : Record continental (area record) - CR : Record des championnats (championship record) - MR : Record du meeting (meet record) - NR : Record national (national record) - OR : Record olympique (olympic record) - PR : Record paralympique (paralympic record) - PB : Record personnel (personal best) - SB : Meilleure performance personnelle de la saison (season's best) - WL : Meilleure performance mondiale de l'année (world leader) - WJR : Record du monde junior (world junior record) - WR : Record du monde (world record) Circonstances et Conditions - DNF : N'a pas terminé (did not finish) - DNS : N'a pas pris le départ (did not start) - DQ : Disqualification (disqualification) - NM : Aucun essai valable enregistré (No Mark) - Q : Qualifié « directement » au prochain tour (ou à la prochaine compétition), lors d'une compétition majeure, grâce au classement ou à la réalisation des minima (automatic qualifier) - q : Qualifié au prochain tour (ou à la prochaine compétition), lors d'une compétition majeure, grâce au repêchage ou à la réalisation de l'une des meilleures performances parmi celles des « non qualifiés directement » (grâce au meilleur temps ou à la meilleure distance par exemple) (secondary qualifier) |                                                            |                     |                                                                                    |                |                                                                      |                |

## Tableau des médailles
| Rang  | Nation          | Or | Argent | Bronze | Total |
| ----- | --------------- | -- | ------ | ------ | ----- |
| 1     | Chine           | 12 | 10     | 2      | 24    |
| 2     | Japon           | 11 | 5      | 5      | 21    |
| 3     | Qatar           | 6  | 2      | 1      | 9     |
| 4     | Taipei chinois  | 4  | 3      | 8      | 15    |
| 5     | Inde            | 2  | 6      | 4      | 12    |
| 6     | Thaïlande       | 2  | 5      | 1      | 8     |
| 7     | Iran            | 2  | 1      | 5      | 8     |
| 8     | Kirghizistan    | 2  | 0      | 0      | 2     |
| 9     | Corée du Nord   | 1  | 1      | 2      | 4     |
| 10=   | Irak            | 1  | 0      | 1      | 2     |
| 10=   | Viêt Nam        | 1  | 0      | 1      | 2     |
| 10=   | Malaisie        | 1  | 0      | 1      | 2     |
| 13    | Kazakhstan      | 0  | 2      | 2      | 4     |
| 14    | Sri Lanka       | 0  | 2      | 1      | 3     |
| 15    | Corée du Sud    | 0  | 2      | 0      | 2     |
| 16    | Ouzbékistan     | 0  | 1      | 3      | 4     |
| 17    | Singapour       | 0  | 1      | 2      | 3     |
| 18    | Hong Kong       | 0  | 1      | 1      | 2     |
| 19    | Arabie saoudite | 0  | 1      | 0      | 1     |
| 20    | Indonésie       | 0  | 0      | 2      | 2     |
| 21=   | Tadjikistan     | 0  | 0      | 1      | 1     |
| 21=   | Yémen           | 0  | 0      | 1      | 1     |
| Total | Total           | 45 | 43     | 44     | 132   |